# Iwri Lider
Iwri Lider (hebr. עברי לידר; ur. 10 lutego 1974 w kibucu Giwat Chajjim) – izraelski piosenkarz muzyki pop i pop-rock, producent muzyczny i kompozytor, współzałożyciel i wokalista zespołu The Young Professionals.

## Życiorys

### Dzieciństwo
Matka Iwriego Lidera urodziła się w Polsce, gdzie mieszkała przez kolejne kilka lat. Później jego rodzice przeprowadzili się do Argentyny. 

### Kariera muzyczna
Karierę muzyczną rozpoczął w 1997 wydaniem swojej debiutanckiej płyty studyjnej zatytułowanej Melatef v’meszaker. Album uzyskał status platynowej płyty za osiągnięcie wyniku ponad 40 tys. sprzedanych egzemplarzy w kraju. 
W 1999 wydał drugi album studyjny pt. Joter tow klum me’kimat, za który zdobył status platynowej płyty w kraju. W 2001 wyprodukował trzecią płytę Szaron Haziz pt. Panasim, a także napisał tytułową piosenkę z albumu. W 2002 skomponował melodie wykorzystane w oficjalnej ścieżce dźwiękowej filmu Yossi & Jagger w reżyserii Etana Foksa. Na potrzeby produkcji nagrał także swoją wersję utworu „Bo” z repertuaru Rity Kleinstein.

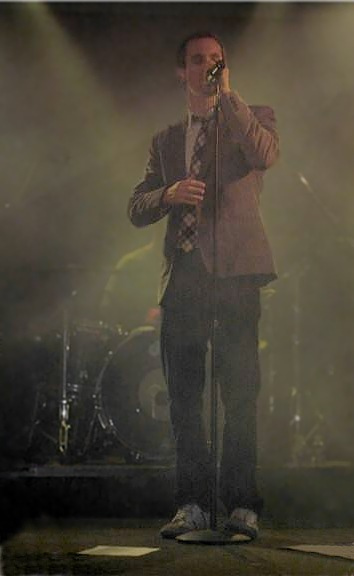
Iwri Lider podczas koncertu, 2005

W 2003 wydał trzeci autorski album studyjny pt. Ha’anaszim hachadaszim, a w 2004 skomponował ścieżkę dźwiękową do kolejnego filmu Foxa pt. Spacer po wodzie, a także wyprodukował debiutancki krążek studyjny Gilada Segewa pt. Achszaw tow. W 2005 wydał dwie nowe, solowy płyty: Ze lo oto davar i Fight!, który nagrał we współpracy z Elim „Henrim” Mizrahim. W październiku otrzymał tytuł Piosenkarza roku przyznawany przez największe lokalne rozgłośnie radiowe. 

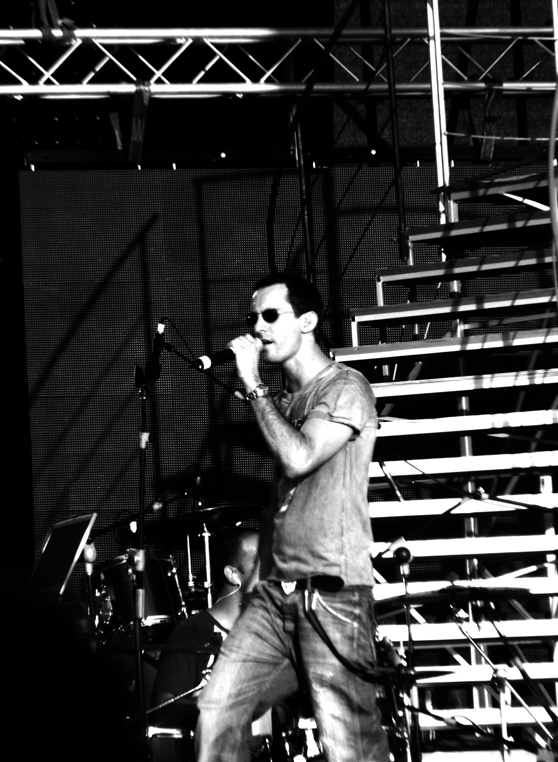
Iwri Lider podczas koncertu, 2006

W 2006 napisał ścieżkę dźwiękową do filmu Bańka mydlana w reżyserii Foxa, a także wydał swą pierwszą płytę koncertową pt. Live. W 2008 zaprezentował szóstą płytę studyjną pt. Be’ketzew achid be’tnuot szel ha’guf. 
W 2009 nawiązał współpracę z producentem Johnnym Goldsteinem, z którym założył zespół The Young Professionals. W 2011 wydali pierwszą wspólną płytę pt. 09:00 to 17:00, 17:00 to Whenever, która w 2012 ukazała się na międzynarodowym rynku muzycznym pod zmienionym tytułem 9am to 5pm, 5pm to Whenever. W 2011 otrzymali Europejską Nagrodę Muzyczną MTV w kategorii „Najlepszy izraelski artysta”.
W 2012 wydał kolejną, solową płytę pt. Miszehu pa’am. W 2013 został jednym z członków panelu jurorskiego w izraelskiej wersji formatu The Voice. W 2015 wydał ósmy solowy album studyjny pt. Ha’ahava ha’zot szelanu.

### Życie prywatne
W styczniu 2002 wyznał w wywiadzie dla dziennika Ma’ariw, że jest gejem. Jak przyznał w rozmowie z portalem forward.com: Prywatnie czuję się spełniony i szczęśliwy w moim życiu i tym, kim jestem, dlatego nie widzę żadnego powodu, by o tym nie rozmawiać. Dziwnie jest udzielać wywiadu i nie rozmawiać o tym, o moim chłopaku, o moim życiu. Na mniej prywatnej stopie, czuję, że to coś w rodzaju mojego obowiązku. Kiedy jesteś artystą i odnosisz sukces, otrzymujesz wiele miłości, docenienia, energii i dobrych rzeczy od ludzi, więc ja czuję, że muszę się jakoś odwdzięczyć. Może jakoś wpłynę na ludzi, a tym młodszym pomogę w przejściu tych zmagań – pomogę im w tym, by byli w stanie zmienić swoje spojrzenie (...). W rozmowie z portalem JazzSoul.pl dodał: Na początku to było nieco kłopotliwe dla wytwórni płytowej i ludzi od PR-u, nie byli z tego zadowoleni. (...) Ale dla mnie osobiście było to w pewnym momencie oczywiste, że muszę to zrobić z kilku przyczyn. (...) Czułem też, że mogę coś tym zmienić i pomóc ludziom – kiedy osoba znana dokona „coming outu”, jest to bardzo ważna rzecz dla środowiska LGBT.

## Dyskografia

### Muzyka do filmów
1. Yossi & Jagger (2002) – oryginalna muzyka i wykonanie głównej piosenki „Bo”
2. Spacer po wodzie (2004) – oryginalna muzyka i wykonanie głównej piosenki „Cinderella Rockafella” w duecie z Ritą Kleinstein
3. Bańka mydlana (2006) – oryginalna muzyka i wykonanie głównej piosenki „The Man I Love”

### Albumy
| Rok  | Album                                | Certyfikat |
| ---- | ------------------------------------ | ---------- |
| 1997 | Melatef v’meszaker                   | Platyna    |
| 1999 | Joter tow klum me’kimat              | Platyna    |
| 2002 | Ha’anaszim hachadaszim               | Złoto      |
| 2005 | Ze lo oto davar                      | Złoto      |
| 2005 | Ivri Lider vs. Henree − Fight        | –          |
| 2006 | Live                                 | Złoto      |
| 2008 | Be’ketzew achid be’tnuot szel ha’guf | Złoto      |
| 2012 | Miszehu pa’am                        | Złoto      |
| 2015 | Ha’ahava ha’zot szelanu              | –          |